# Joshua J. Johnson
Joshua J. Johnson (Estados Unidos, 10 de mayo de 1976) es un atleta estadounidense, especialista en la prueba de 4 x 100 m, en la que ha logrado ser campeón mundial en 2003.

## Carrera deportiva
En el Mundial de París 2003 ganó la medalla de oro en los relevos 4 x 100 metros, con un tiempo de 38.06 segundos, por delante de Brasil y Países Bajos, siendo sus compañeros de equipo: John Capel, Bernard Williams y Darvis Patton.